# جهاز عصبي معوي
الجهاز العصبي المعوي (بالإنجليزية: Enteric nervous system)‏ جزء من الجهاز العصبي الذاتي والذي يتحكم بشكل مباشر بالسبيل الهضمي عند الفقاريات، يشتق جنينياً من العرف العصبي (بالإنجليزية: neural crest)‏. يقع بشكل كامل في جدار السبيل الهضمي، بدأً من المريء وانتهاءً بالشرج. يكاد الجهاز العصبي المعوي أن يكون مستقلا عن الدماغ حتى أن بعض العلماء يسمونه «الدماغ الثانية». إن عدد العصبونات (الخلايا العصبية) المُؤلفة لهذا الجهاز حوالي 100 مليون عصبون، وهذا الرقم يساوي عدد العصبونات الموجودة في الحبل الشوكي كله. تكمن أهمية الجهاز العصبي المعوي في التحكم بحركات الجهاز الهضمي وإفرازاته.
على الرغم من أن البعض كانوا يعتبرونه مجرد تجمع بسيط من العقد العصبية، يعرف الجهاز العصبي المعوي حاليا لكونه دماغا ثانيا مستقلا بذاته. وبرغم أننا لا نزال غير قادرين على الربط بين السلوكيات المعقدة مثل التحكم في حركة الأمعاء وأطلاق الإفرازات المختلفة وكمياتها حسب تكوين الغذاء من دهنى ونشوي وبروتيني؛ فهو يقوم بتلك العمليات مستقلا عن الدماغ . تقوم بهذا العمل خلايا عصبية محددة في المعدة والأمعاء والأعضاء الداخلية المسؤولة عن التمثيل الغذائي، إلا أن الأبحاث الجارية في هذا المجال تتقدم بسرعة هائلة، مما سيؤدي لحدوث تطورات مهمة في تدبير الأمراض الوظيفية للأمعاء.
من الناحيتين التركيبية والكيميائية، يعد الجهاز العصبي المعوي دماغا بحد ذاته، فبين تلافيف الأمعاء التي يبلغ طولها عدة أمتار، تقبع شبكة معقدة من الخلايا العصبية التي يتحكم في أنشطتها عدد من الناقلات العصبية Neurotransmitters والمعدِّلات العصبية Neuromodulators، أكبر بكثير مما يوجد في أي مكان آخر من الجهاز العصبي الطرفي، مما يسمح للجهاز العصبي المعوي بممارسة أنشطته بصورة مستقلة عن الجهاز العصبي المركزي- وهي صفة فريدة أتاحت لعلماء البيولوجيا العصبية المعوية دراسة تطور الخلايا العصبية والوسائط الكيميائية للسلوك المنعكس داخل بيئة المختبر، مما أدى لظهور فرع علمي مستقل هو طب أعصاب الجهاز الهضمي

## الدماغ الثاني
يبدو الهضم عملية مألوفة لدرجة أن أغلب الناس يفضلون عدم التفكير فيها. ولحسن الحظ، فليس عليهم أن يفكروا بذلك- على الأقل باستخدام أدمغتهم التي في رؤوسهم! وبرغم أن قليلين على علم بذلك، فالبشر (والحيوانات الأخرى) يمتلكون دماغا ثانيا يتحكم في أغلب الوظائف الهضمية. في أعماق أحشائك، تقبع ذات حركية معقدة- وهي جهاز عصبي كامل يحتوي على خلايا عصبية أكثر من تلك التي يضمها الحبل الشوكي، بل وأكثر من الخلايا التي يحتوي عليها بقية الجهاز العصبي الطرفي- هناك أكثر من 100 مليون خلية عصبية في الأمعاء الدقيقة وحدها! قد تسهم اضطرابات «الدماغ المعوي» هذا في حدوث متلازمة القولون العصبي، وهي حالة مرضية تصيب نحو 20% من سكان البلدان الصناعية، ويعتقد أنها مسؤولة عن خسائر تقدر بنحو 8 مليارات دولار من أموال الرعاية الصحية سنويا في الولايات المتحدة وحدها. ويعاني ضحايا هذا المرض من نوبات من الإسهال أو الإمساك المزمن أو كليهما بالتبادل في بعض الأحيان. ويعد تشخيص القولون العصبي أكثر تشخيص يتوصل إليه أطباء الجهاز الهضمي. إن وظيفة الجهاز الهضمي معقدة للغاية، فإذا كان على الدماغ أن يتحكم فيها، يتوجب عليه أن يخصص عددا هائلا من الخلايا العصبية لهذا الغرض وحده؛ ولذلك يرى العلماء أن وظيفة الجهاز العصبي المعوي مستقلة عن الجهاز العصبي المركزي. وعلى الرغم من ذلك، فمن الممكن أن يؤثر الجهاز العصبي المعوي على الجهاز العصبي المركزي عن طريق كل من المنعكسات العصبية neurological reflexes والببتيدات العصبية neuropeptides. ويقدر الباحثون أن 80% من ألياف العصب المبهم تعد واردات حشوية visceral afferents، وأظهرت الأبحاث الحديثة وجود تراكب هائل بين نشاط الببتيدات العصبية في كل من الأمعاء والدماغ. ويعد الجهاز العصبي المعوي مجالا خصبا للأبحاث حاليًا.

## مرضه
من الأمراض التي يتعرض لها الجهاز الهضمي، وبصفة خاصة الأمعاء الغليظة مرض هيرشسبرونج.